# ビューポイント (コンピュータゲーム)
『ビューポイント』（VIEWPOINT）は、1992年11月20日にサミーより発売されたアーケードゲーム。
サミーとしては唯一のネオジオ（Multi Video System）向けタイトルでもある。開発はエイコムが担当した。
本作はクォータービュー（斜め視点）による疑似3D空間を舞台とするシューティングゲームである。。

## 概要
操作系は8方向レバー＋2ボタン。ボタンは通常ショット用とボム用からなり、通常ショットは溜め押しする事でチャージショット（波動砲）となる、またボムは3種類存在する。ストーリーは存在せず全6ステージで構成される。
壁や障害物に接触しても自機がダメージを受け破壊されることはない。
2人プレイはAES版においては2人交互のプレイが出来るのみだが、MVS版においては2人同時プレイを可能としている。

## キャラクター
戦闘機
プレイヤー自機。波動砲を装備し、専用の「ファイヤーウォールボム」「ホーミングボム」「ショックウェーブボム」の3種のボムと2体のオプションとバリア発生能力を持つ。
スナッピングタートルキング
ステージ1ボス。レーザーを発射し頭を伸ばしてくるカメ型メカ。
マトゥーバ
ステージ2ボス。泡を吐きハサミを飛ばしてくるカニ型メカ。
マザーモス
ステージ3ボス。芋虫メカと共に攻撃してくる蛾型メカ。
アイダホ
ステージ4ボス。4面の顔を持ちそれぞれ違う攻撃パターンを持つ顔型メカ。
KID
ステージ5ボス。マルチウェイショットと極太レーザーなどで攻撃してくるメカ。
RUIN
ステージ6ボス。ホーミングミサイルやマルチウェイショットなどで攻撃してくる四脚メカ。

## 移植版
| No. | タイトル       | 発売日                   | 対応機種                               | 開発元                 | 発売元                 | メディア         | 型式                  | 備考                                             |
| --- | -------------- | ------------------------ | -------------------------------------- | ---------------------- | ---------------------- | ---------------- | --------------------- | ------------------------------------------------ |
| 1   | ビューポイント | 1992年12月11日           | ネオジオ                               | エイコム               | SNK                    | ロムカセット     | NGH-051               |                                                  |
| 2   | ビューポイント | 1993年11月               | FM TOWNS                               | VING                   | VING                   | CD-ROM           | HME-229               |                                                  |
| 3   | Viewpoint      | 1994年11月               | SEGA Genesis                           | ネクサスインターラクト | American Sammy         | ロムカセット     | T-24096               |                                                  |
| 4   | ビューポイント | 1995年1月20日            | X68000                                 | ネクサスインターラクト | ネクサスインターラクト | 2xFD             | -                     |                                                  |
| 5   | ビューポイント | 1995年2月25日 1995年     | ネオジオCD                             | エイコム               | SNK                    | CD-ROM           | AICD-051 AICD-051E    |                                                  |
| 6   | Viewpoint      | 1995年11月28日 1996年6月 | PlayStation                            | Visual Concepts        | Electronic Arts        | CD-ROM           | SLUS-00033 SLES-00123 | 日本未発売。アレンジ音楽と3Dグラフィックが特徴。 |
| 7   | ビューポイント | INT 2022年10月27日       | メガドライブ ミニ2 SEGA Genesis Mini 2 | エムツー               | セガ                   | プリインストール | HAA-2524 MK-16310     | SEGA Genesis版の移植                             |

メガドライブ版
北米のみで発売されており、「電撃オンライン」の豊臣和孝によると、アメリカ土産としてリクエストする者がいたという。
PnP機「メガドライブ ミニ2」におまけとして収録されている。「メガドライブ ミニ2」の開発責任者である奥成洋輔は、豊臣とのインタビューの中で、アーケード版と比べると足りないところはあるが、初めて触れる分にはメガドライブ版でも十分独特なところがあるため、収録に至ったと話している。また、奥成はアーケード版と比べると処理落ちが目立ったところがメガドライブ版のマイナス評価になったと分析しており、同機への収録に当たっては、テラドライブ相当の「ハイスピードモード」に対応している。なお、日本語の新しいデジタル取扱説明書が用意されている。
セガサターン版
1996年3月にアメリカで発売される予定であり、E3 1995でも出展されたが、発売には至らなかった。

## 評価
ネオジオフリークによるネオジオゲームツインレビューでは5点、7点の計12点。難易度は高いが音楽、グラフィックともに非常に完成度が高くシンプルイズベストの見本と評し、斜め視点のため慣れるまでは難しいがやりこむと本作独特の面白さを味わえるとしている。

## 続編
NINTENDO 64用ソフトとして続編『VIEWPOINT 2064』が1999年11月11日に発売される予定であり、ニンテンドウスペースワールド99にも出展されたが、発売には至らなかった。開発は株式会社ラクジンが担当した。
その後、プロトタイプ版カートリッジがネットオークションのe-Bayに出品され、落札者と出品者の間でやり取りが行われたのち、落札者によってニンテンドウスペースワールド99出展時の映像が公開された。